# Chelles (Seine-et-Marne)
Chelles település Franciaországban, Seine-et-Marne megyében. Lakosainak száma 54 372 fő (2022. január 1.). Chelles Champs-sur-Marne, Coubron, Montfermeil, Gagny, Gournay-sur-Marne, Noisiel, Vaires-sur-Marne, Brou-sur-Chantereine, Le Pin és Courtry községekkel határos.

## Népesség
A település népességének változása:
| Lakosok száma | 53 569 | 53 833 | 54 682 | 54 917 | 55 148 | 55 154 | 54 372 | 54 309 | 54 372 |
|               | 2013   | 2015   | 2016   | 2017   | 2018   | 2019   | 2020   | 2021   | 2022   |